# Golden Slumbers
Golden Slumbers is een lied dat geschreven is door Paul McCartney van The Beatles. Zoals gebruikelijk in deze periode staat het op naam van Lennon-McCartney. Golden Slumbers verscheen in september 1969 op het album Abbey Road, en is het zesde nummer van de Abbey-Road-Medley. Het nummer werd als één geheel opgenomen met het daaropvolgende Carry That Weight.

## Inspiratie en ontstaan
De tekstuele inhoud van het nummer is ontleend uit het gedicht Cradle Song uit het toneelstuk Patient Grissel, een werk van dramaturg Thomas Dekker uit 1603 dat McCartney onder ogen kreeg toen zijn stiefzus de partituur van het werk liet liggen op de piano in het huis van hun vader. McCartney gebruikte de eerste stanza met slechts kleine wijzigingen in Golden Slumbers.

## Muzikanten
Bezetting volgens Ian MacDonald
- Paul McCartney – zang, piano, ritmegitaar
- George Harrison – zang, basgitaar, leadgitaar
- Ringo Starr – zang, drums

- Zonder vernoeming: 12 violen, 4 altviolen, 4 celli, 1 contrabas, 4 hoorns, 3 trompetten, 1 trombone, 1 bastrombone

## Covers

### Elbow
Speciaal voor de kerstcampagne van de Britse warenhuisketen John Lewis, bracht de Britse band Elbow in november 2017 een cover uit van het nummer. Deze versie verschijnt ook als nieuw nummer op het verzamelalbum The Best of Elbow. Ook Elbows versie van Golden Slumbers is een gevoelige ballad. Het behaalde een bescheiden 29e positie in het Verenigd Koninkrijk en in Vlaanderen haalde het de 10e positie in de Tipparade. In Nederland wist deze versie geen hitlijsten te bereiken, wel werd het Top Song op NPO Radio 2 in de week van 24 november 2017.

### Andere versies
- Het laatste deel van de Abbey-Road-Medley, bestaande uit Golden Slumbers, Carry That Weight, en The End, is vaak door McCartney live gespeeld na het uiteenvallen van The Beatles, onder andere tijdens zijn wereldtournee 'The Paul McCartney World Tour' in 1989-90. Een opname van de medley tijdens een concert in Toronto, Canada, op 7 december 1989, werd uitgebracht op zijn livealbum Tripping the Live Fantastic.
- Jennifer Hudson zong Golden Slumbers/Carry That Weight in de film Sing uit 2016.